# Mesoclemmys
Mesoclemmys é um gênero de cágado da família Chelidae.

## Nomenclatura e taxonomia
O gênero foi descrito por John Edward Gray, em 1873, para a espécie gibba. Em 1958, ele foi reduzido a subgênero do Phrynops. Em 2001, o gênero Phrynops foi revisado e dividido em: Phrynops, Rhinemys, Mesoclemmys, Batrachemys, Bufocephala e Ranacephala. No entanto, em 2005, Batrachemys, Bufocephala e Ranacephala foram sinonimizados com o Mesoclemmys.
10 espécies são reconhecidas:
- Mesoclemmys dahli (Zangerl & Medem, 1958)[9]
- Mesoclemmys gibba (Schweigger, 1812)[10]
- Mesoclemmys heliostemma (McCord, Joseph-Ouni & Lamar, 2001)[4]
- Mesoclemmys jurutiensis Cunha, Sampaio, Carneiro & Vogt, 2021
- Mesoclemmys nasuta (Schweigger, 1812)[11]
- Mesoclemmys perplexa Bour & Zaher, 2005[12]
- Mesoclemmys raniceps (Gray, 1856)[13]
- Mesoclemmys sabiniparaensis Cunha, Sampaio, Carneiro, Vogt, Mittermeier, Rhodin & Andrade, 2022[14]
- Mesoclemmys tuberculata (Luederwaldt, 1926)[15]
- Mesoclemmys vanderhaegei (Bour, 1973)[16]
- Mesoclemmys zuliae (Pritchard & Trebbau, 1984)[17]
- †Mesoclemmys vanegasorum (Cadena et al., 2020)[18]